# Deuterologie
Deuterologie oder Deuterologia (altgriechisch δευτερολογία ‚zweite Rede‘) bezeichnet die Rede eines zweiten Sprechers vor Gericht.
Der Redner spricht dabei über denselben vom Vorredner bereits dargelegten Gegenstand und bereichert diesen unterstützend.
In der Deuterologie wird demnach der Sachverhalt, der zur Verhandlung steht, rekapitulierend und in anderer, meist noch eindringlicherer Darbietung erneut behandelt. Die zweite Rede kann somit zur eigentlichen Hauptrede werden.
Ein besonderes Merkmal ist üblicherweise das Fehlen eines (langen und einleitenden) Proömiums, sodass der Redner ohne lange Umschweife seine Thematik sogleich zur Sprache bringt.
Die Rede gegen Leptines des Demosthenes im antiken Athen des 4. Jahrhunderts v. Chr. gibt ein Beispiel für eine Deuterologie.